# Amt Schlaubetal
Das Amt Schlaubetal ist ein 1992 gebildetes Amt im Landkreis Oder-Spree des Landes Brandenburg, in dem ursprünglich zwölf Gemeinden in den damaligen Kreisen Eisenhüttenstadt-Land und Beeskow zu einem Verwaltungsverbund zusammengefasst wurden. Sitz der Amtsverwaltung ist die Stadt Müllrose. Durch Gemeindezusammenschlüsse hat sich die Zahl der amtsangehörigen Gemeinden auf sechs reduziert.

## Geographische Lage
Das Amt liegt im Südosten des Landkreises Oder-Spree und grenzt im Westen an die Gemeinde Rietz-Neuendorf, im Norden an die Stadt Frankfurt (Oder), im Osten an das Amt Brieskow-Finkenheerd sowie im Süden an das Amt Neuzelle.

## Gemeinden und Ortsteile
Das Amt Schlaubetal gliedert sich in folgende sechs Gemeinden:
- Grunow-Dammendorf mit den Gemeindeteilen Dammendorf und Grunow sowie den Wohnplätzen Forsthaus Wirchensee und Walkemühle
- Mixdorf mit dem Wohnplatz Kupferhammer
- Müllrose (Stadt) mit den Gemeindeteilen Biegenbrück, Dubrow und Kaisermühl sowie den Wohnplätzen Katharinensee und Seeschlößchen
- Ragow-Merz mit den Gemeindeteilen Ragow und Merz sowie den Wohnplätzen Försterei Ragow, Försterei Schwarzheide und Ragower Ablage
- Schlaubetal mit den Ortsteilen Bremsdorf, Fünfeichen und Kieselwitz sowie den Wohnplätzen Bremsdorfer Mühle, Försterei Jacobsee, Försterei Schierenberg, Fünfeichen-Mühle und Kieselwitzer Mühle
- Siehdichum mit den Ortsteilen Pohlitz, Rießen und Schernsdorf sowie den Wohnplätzen Försterei, Pohlitzer Mühle, Ragower Mühle, Rautenkranz und Siehdichum

## Geschichte

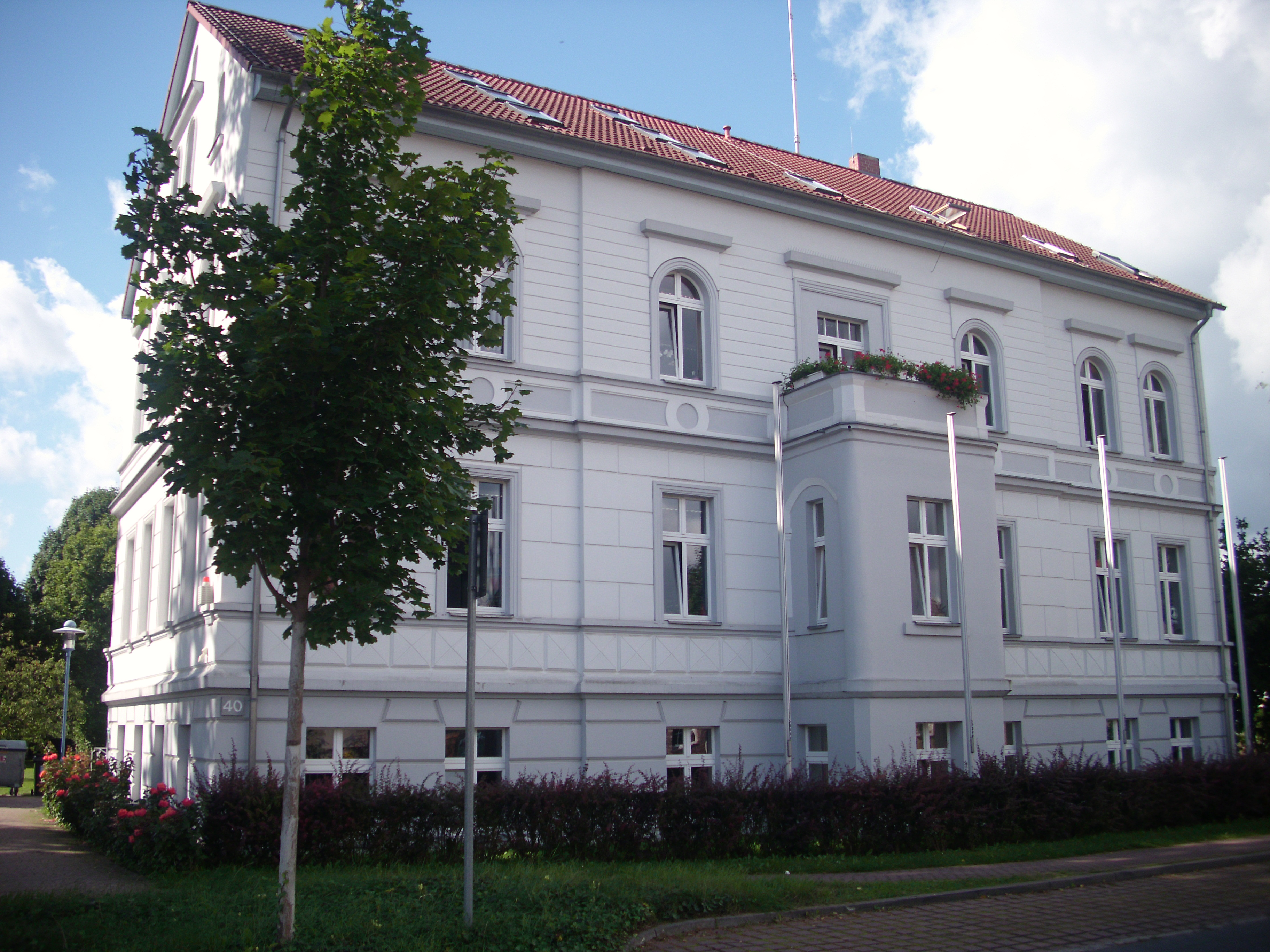
Amtsgebäude

Am 17. Juni 1992 erteilte der Minister des Innern seine Zustimmung zur Bildung des Amtes Schlaubetal mit Sitz in der Stadt Müllrose. Als Zeitpunkt des Zustandekommen des Amtes wurde der 23. Juni 1992 festgelegt. Zum Zeitpunkt der Gründung umfasste das Amt folgende Gemeinden der damaligen Kreise Eisenhüttenstadt-Land und Beeskow:
1. Bremsdorf,
2. Dammendorf
3. Fünfeichen
4. Kieselwitz
5. Merz
6. Mixdorf
7. Pohlitz
8. Ragow
9. Rießen
10. Schernsdorf
11. Grunow
12. Stadt Müllrose

Zum 1. Juni 2002 schlossen sich Ragow und Merz zur neuen Gemeinde Ragow-Merz zusammen. Am 24. April 2002 genehmigte der Minister des Innern des Landes Brandenburg den Zusammenschluss der Gemeinden Bremsdorf, Fünfeichen und Kieselwitz zur neuen Gemeinde Schlaubetal. Der Zusammenschluss wurde erst zum 26. Oktober 2003 wirksam. Am 17. Juni 2002 wurde auch der Zusammenschluss der Gemeinden Pohlitz, Rießen und Schernsdorf zur neuen Gemeinde Siehdichum genehmigt. Auch dieser Zusammenschluss wurde erste zum 26. Oktober 2003 wirksam.
Im Zuge der Gemeindereform wurden die Gemeinden Dammendorf und Grunow zum 26. Oktober 2003 zur neuen Gemeinde Grunow-Dammendorf zusammengeschlossen. Damit hatte sich die Zahl der amtsangehörigen Gemeinden auf sechs reduziert.

## Bevölkerungsentwicklung
| Jahr | Einwohner |
| ---- | --------- |
| 1992 | 06 444    |
| 1995 | 07 443    |
| 2000 | 10 048    |
| 2005 | 10 368    |
| 2010 | 09 971    |
| 2015 | 09 826    |

| Jahr | Einwohner |
| ---- | --------- |
| 2020 | 9 979     |
| 2021 | 9 966     |
| 2022 | 9 773     |
| 2023 | 9 783     |
| 2024 | 9 781     |

Gebietsstand des jeweiligen Jahres, Einwohnerzahl: Stand 31. Dezember: Stand 31. Dezember, ab 2011 auf Basis des Zensus 2011, ab 2022 auf Basis des Zensus 2022

## Politik

### Amtsdirektoren
- 1992–2009: Detlef Meine
- 2009–2017: Ilka Matuschke
- 2017–2020: Matthias Vogel
- 2020–2025: Mario Quast

Matthias Vogel wurde am 10. Januar 2017 durch den Amtsausschuss für eine Amtsdauer von acht Jahren gewählt. Er trat sein Amt am 1. April 2017 an. Wegen strafrechtlicher Verfehlungen erklärte er Anfang 2020 seinen Rücktritt. Der Amtsausschuss wählte am 19. Mai 2020 Mario Quast zum neuen Amtsdirektor.

Der Amtsausschuss wählte am 17. April 2025 Quast als Amtsdirektor ab.

### Wappen
Blasonierung: „Gespalten und halb geteilt von Grün, Schwarz und Gold, vorne ein mäanderförmiger Wellenpfahl, hinten oben ein goldenes Mühlrad und unten ein grüner Eichenzweig mit Früchten.“ Es wurde am 4. September 1997 genehmigt.
Das Wappen wurde von dem Heraldiker Uwe Reipert gestaltet.

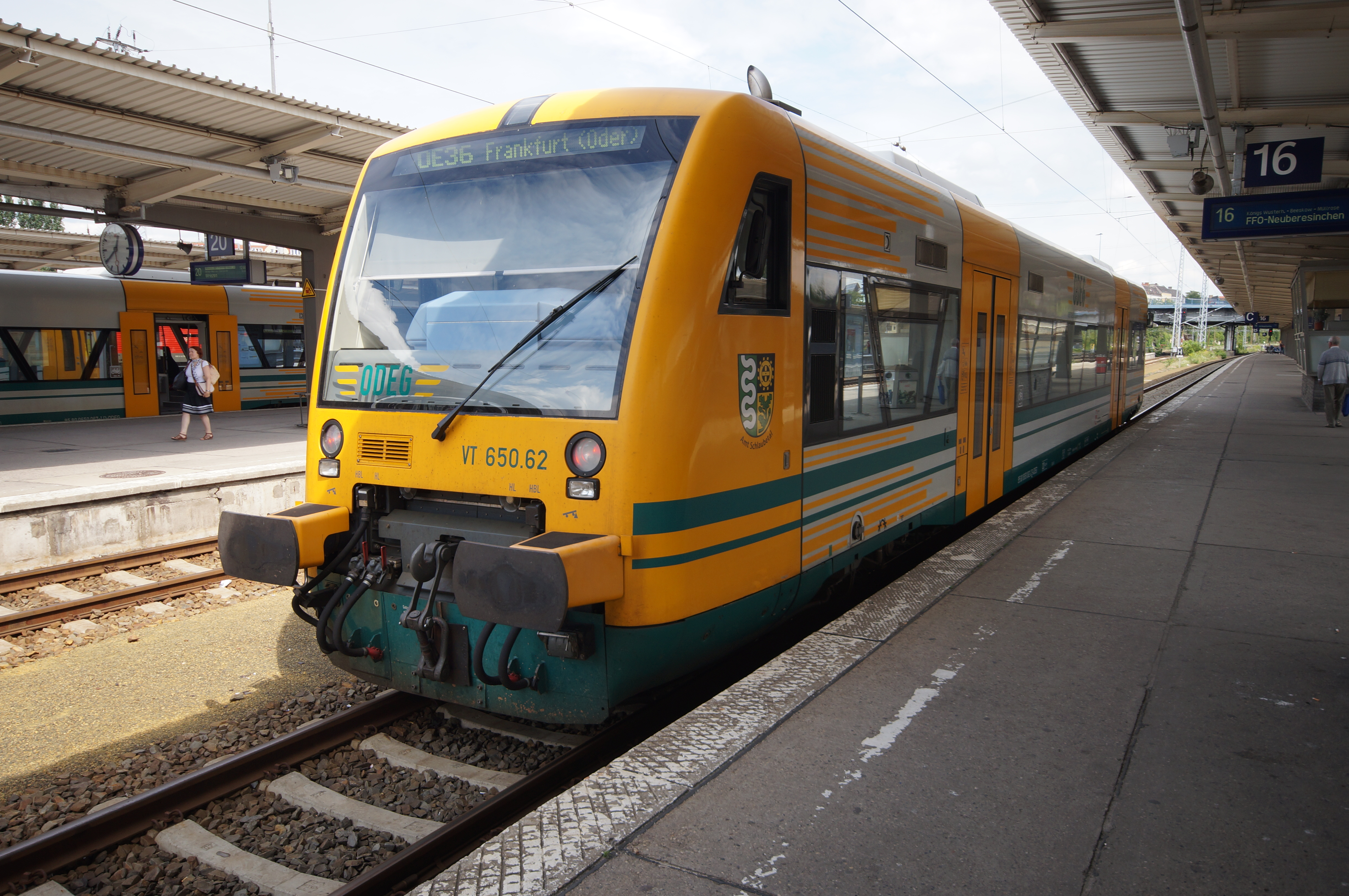
Dieseltriebwagen Amt Schlaubetal im Bahnhof Berlin-Lichtenberg

## Namenspatenschaften
Das Amt Schlaubetal ist Namenspate für einen Stadler Regio-Shuttle RS1 der Ostdeutschen Eisenbahn.